# Ваља Кочешти (Алба)
Ваља Кочешти (рум. Valea Cocești) насеље је у Румунији у округу Алба у општини Могош. Општина се налази на надморској висини од 865 m.

## Становништво
Према подацима из 2002. године у насељу је живело 39 становника, од којих су сви румунске националности.